# Чемпионат Уругвая по футболу 1937
Примера А Уругвая по футболу 1937 года — очередной сезон лиги. Турнир проводился по двухкруговой системе в 18 туров. Все клубы из Монтевидео.

## Таблица
| №  | Клуб                 | И  | В  | Н | П  | Заб | Проп | Очки |
| 1  | Пеньяроль            | 18 | 14 | 1 | 3  | 53  | 18   | 29   |
| 2  | Насьональ            | 18 | 11 | 6 | 1  | 35  | 19   | 28   |
| 3  | Монтевидео Уондерерс | 18 | 9  | 3 | 6  | 33  | 22   | 21   |
| 4  | КА Ривер Плейт       | 18 | 8  | 4 | 6  | 36  | 35   | 20   |
| 5  | Рампла Хуниорс       | 18 | 6  | 6 | 6  | 34  | 32   | 18   |
| 6  | Сентраль             | 18 | 5  | 4 | 9  | 29  | 37   | 14   |
| 7  | Расинг               | 18 | 5  | 4 | 9  | 25  | 38   | 14   |
| 8  | Белья Виста          | 18 | 4  | 5 | 9  | 29  | 36   | 13   |
| 9  | Суд Америка          | 18 | 4  | 5 | 9  | 24  | 37   | 13   |
| 10 | Дефенсор             | 18 | 4  | 2 | 12 | 30  | 54   | 10   |

## Матчи

### Тур 1
| Белья Виста — Пеньяроль 1:0   |
| Насьональ — Ривер Плейт 1:0   |
| Суд Америка — Уондерерс 2:1   |
| Рампла Хуниорс — Дефенсор 4:3 |
| Сентраль — Расинг 2:2         |

### Тур 2
| Уондерерс — Насьональ 1:1     |
| Пеньяроль — Суд Америка 1:0   |
| Рампла Хуниорс — Сентраль 4:1 |
| Ривер Плейт — Дефенсор 2:0    |
| Расинг — Белья Виста 1:0      |

### Тур 3
| Пеньяроль — Рампла Хуниорс 1:0 |
| Насьональ — Дефенсор 0:0       |
| Уондерерс — Расинг 2:0         |
| Белья Виста — Ривер Плейт 2:0  |
| Сентраль — Суд Америка 3:1     |

### Тур 4
| Насьональ — Расинг 2:1           |
| Пеньяроль — Сентраль 4:2         |
| Дефенсор — Уондерерс 2:1         |
| Суд Америка — Белья Виста 5:2    |
| Ривер Плейт — Рампла Хуниорс 1:1 |

### Тур 5
| Пеньяроль — Расинг 3:1         |
| Насьональ — Сентраль 1:0       |
| Рампла Хуниорс — Уондерерс 3:2 |
| Дефенсор — Белья Виста 3:3     |
| Ривер Плейт — Суд Америка 2:1  |

### Тур 6
| Насьональ — Рампла Хуниорс 4:1 |
| Пеньяроль — Дефенсор 3:1       |
| Уондерерс — Белья Виста 4:1    |
| Суд Америка — Расинг 2:0       |
| Ривер Плейт — Сентраль 2:1     |

### Тур 7
| Уондерерс — Пеньяроль 1:0        |
| Суд Америка — Насьональ 2:2      |
| Ривер Плейт — Расинг 2:2         |
| Сентраль — Дефенсор 4:0          |
| Белья Виста — Рампла Хуниорс 0:0 |

### Тур 8
| Ривер Плейт — Уондерерс 3:2      |
| Дефенсор — Расинг 2:1            |
| Сентраль — Белья Виста 1:0       |
| Пеньяроль — Насьональ 2:2        |
| Суд Америка — Рампла Хуниорс 1:1 |

### Тур 9
| Насьональ — Белья Виста 3:1 |
| Пеньяроль — Ривер Плейт 5:2 |
| Расинг — Рампла Хуниорс 1:0 |
| Уондерерс — Сентраль 5:0    |
| Дефенсор — Суд Америка 4:1  |

### Тур 10
| Пеньяроль — Белья Виста 4:1   |
| Насьональ — Ривер Плейт 2:1   |
| Уондерерс — Суд Америка 2:0   |
| Рампла Хуниорс — Дефенсор 5:1 |
| Сентраль — Расинг 0:0         |

### Тур 11
| Уондерерс — Насьональ 1:1     |
| Пеньяроль — Суд Америка 4:1   |
| Рампла Хуниорс — Сентраль 2:2 |
| Ривер Плейт — Дефенсор 6:1    |
| Расинг — Белья Виста 3:2      |

### Тур 12
| Рампла Хуниорс — Пеньяроль 1:0 |
| Насьональ — Дефенсор 2:1       |
| Уондерерс — Расинг 4:1         |
| Ривер Плейт — Белья Виста 4:2  |
| Суд Америка — Сентраль 3:2     |

### Тур 13
| Насьональ — Расинг 2:1           |
| Пеньяроль — Сентраль 2:1         |
| Уондерерс — Дефенсор 2:0         |
| Белья Виста — Суд Америка 3:1    |
| Ривер Плейт — Рампла Хуниорс 5:4 |

### Тур 14
| Пеньяроль — Расинг 6:1         |
| Насьональ — Сентраль 4:1       |
| Рампла Хуниорс — Уондерерс 3:0 |
| Белья Виста — Дефенсор 6:1     |
| Ривер Плейт — Суд Америка 1:1  |

### Тур 15
| Насьональ — Рампла Хуниорс 5:1 |
| Пеньяроль — Дефенсор 5:1       |
| Уондерерс — Белья Виста 1:0    |
| Суд Америка — Расинг 1:1       |
| Сентраль — Ривер Плейт 4:2     |

### Тур 16
| Пеньяроль — Уондерерс 4:2        |
| Насьональ — Суд Америка 2:0      |
| Ривер Плейт — Расинг 3:1         |
| Сентраль — Дефенсор 2:1          |
| Белья Виста — Рампла Хуниорс 2:2 |

### Тур 17
| Ривер Плейт — Уондерерс 0:0      |
| Расинг — Дефенсор 5:3            |
| Сентраль — Белья Виста 2:2       |
| Пеньяроль — Насьональ 4:0        |
| Суд Америка — Рампла Хуниорс 0:0 |

### Тур 18
| Насьональ — Белья Виста 1:1 |
| Пеньяроль — Ривер Плейт 5:0 |
| Расинг — Рампла Хуниорс 3:2 |
| Уондерерс — Сентраль 2:1    |
| Дефенсор — Суд Америка 6:2  |

## Матчи за право остаться в лиге
«Дефенсор» (последнее место в сезоне) и «Расинг» (последнее место в предыдущем сезоне) провели матч, чтобы определить, кому играть с победителем Дивизиона Интермедиа «Ливерпулем»:
- Дефенсор — Расинг 4:1

Матчи на вылет:
- Ливерпуль — Расинг 4:1
- Расинг — Ливерпуль 4:1
- Ливерпуль — Расинг 1:0

«Ливерпуль» выходит в Примеру, «Расингу» также позволено остаться на следующий сезон.